# Inner Temple

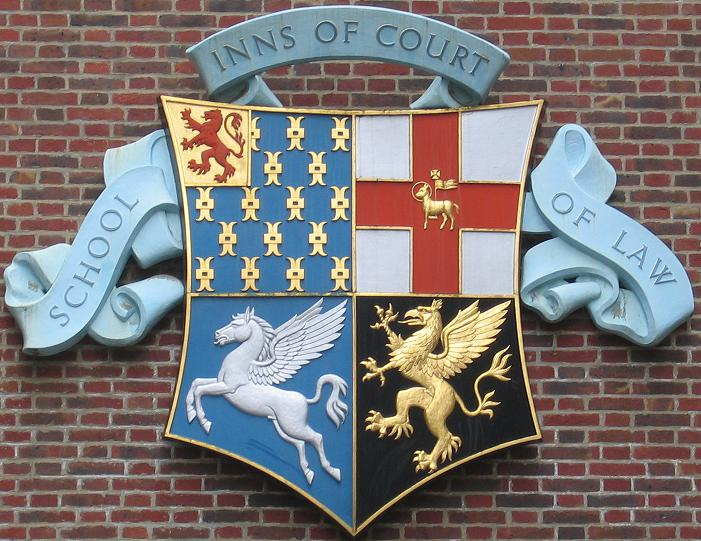
armoiries combinant celles des quatre Inns of Court. Celles de l'Inner Temple constitue le 3e quartier, en bas à gauche.

L'Inner Temple fait partie de l'église du Temple fondée au XIIe siècle par les Templiers anglais, qui devint propriété de la Couronne en 1307 après l'anéantissement de l'ordre du Temple. Par la suite, celle-ci fut donnée à l'ordre de Saint-Jean de Jérusalem, qui loua dès 1312 le temple à Honorable Société de l'Inner Temple (en anglais The Honourable Society of the Inner Temple) qui forme deux universités d'avocats : l’Inner Temple et le Middle Temple, qui se partagèrent alors l'utilisation de l'édifice.
C'est l'une des quatre Inns of Court, qui se trouve autour du Royal Courts of Justice de Londres (Angleterre) : Inner Temple représente un des quatre centres de formation des barristers.

## Membres illustres de l’Inner Temple
- Geoffrey Chaucer (supposé)
- Thomas de Littleton
- William Catesby
- Sir Edward Coke
- Sir Francis Drake
- Richard Grenville
- Robert Dudley, Comte de Leicester
- Robert Devereux, 2e comte d'Essex
- Christopher Hatton
- William Wycherley
- Judge Jeffreys
- James Boswell
- William Paca
- Karl Pearson, fils de William Pearson, QC
- Thomas Hughes
- William Schwenk Gilbert
- Bram Stoker
- Mohandas Karamchand Gandhi (de 1891 à 1922, puis réintégré en 1988)
- John Maynard Keynes
- Clement Attlee
- Jawaharlal Nehru
- Muhammad Ali Jinnah
- Cecil Rhodes
- Ivy Williams, la première femme barrister
- A. J. P. Taylor
- Seretse Khama (admis en 1946)
- Derry Irvine
- Lord Woolf
- Elizabeth Butler-Sloss
- Jack Straw
- Michael Howard
- John Mortimer
- Richard Searby
- Malcolm Bishop
- Thomas Willing
- Moussa al-Alami
- Christopher Nugee